# William Saville-Kent
Pour les articles homonymes, voir Saville et Kent (homonymie).
William Saville-Kent est un biologiste marin britannique, né le 10 juillet 1845 à Sidmouth dans le Devon et mort le 11 octobre 1908 à Bournemouth.

## Biographie
Né Saville Kent, il adopte la forme Saville-Kent vers 1873. Son enfance est marquée par la mort de sa mère puis par l’assassinat de l’un de ses demi-frère et la condamnation de sa sœur Constance à vingt ans de prison. Il fait ses études au King's College de Londres puis à l’école royale des mines où il suit les cours de Thomas Henry Huxley (1825-1895). Il occupe divers emplois en Grande-Bretagne, dont au British Museum de 1876 à 1872. Il devient membre en 1869 de la Zoological Society of London et en 1873 de la Linnean Society of London. En 1870, il reçoit une bourse de la Royal Society pour conduire une mission de dragage au large du Portugal. Il travaille à l’aquarium de Brighton (1872-1873), puis à l’aquarium de Manchester (1873-1876) où il commence à s’intéresser à l’aquaculture. Il travaille alors pour divers autres aquariums avant de revenir en 1879 à Brighton. Il se marie en 1872 mais sa femme décède trois ans plus tard. Il se remarie en 1876.
Sur la recommandation de T.H. Huxley, en 1884, il devient inspecteur des pêches de Tasmanie, en 1889, il est commissaire des pêches pour le Queensland, en 1892, il est commissaire des pêches pour l’Australie-Occidentale, fonction qu’il occupe jusqu’en 1895. Il s’intéresse dès lors à la culture des perles, probablement jusqu’en 1907. Il préside la Royal Society of Queensland en 1889-1890.

## Liste partielle des publications
- 1880-1882 : Manual of the Infusoria (trois volumes, Londres).
- 1893 : The Great Barrier Reef (Londres).
- 1897 : The Naturalist in Australia (Londres).

## Source
- (en) Australian Dictionary of Biography